# Haidinger-kefe

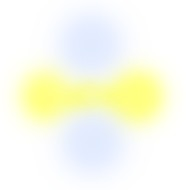
A Haidinger-kefe mintázata függőlegesen polarizált fény esetén. A jobb láthatóság érdekében a kép a telítettséget erősebbnek, a méretet nagyobbnak mutatja

A Haidinger-kefe néhány ember látóterének közepén elhelyezkedő színes mintázat, ami a polarizáció irányát jelzi. A mintázat magában foglal egy sárga, súlyzó alakú formát, aminek a végei elmosódottak, a középső részbe pedig két, szintén elmosódott kék vagy lila kör illeszkedik. A polarizáció iránya merőleges a sárga súlyzóra. Úgy 3–5 fokot foglal el a látótérből, és világos háttér előtt jelenik meg, ha a fény polarizált; például az ég Naptól távol eső részét vagy folyadékkristályos képernyőt nézve. Nagysága körülbelül kétszerese annak, mint amilyennek kinyújtott kézen a hüvelykujj látszik. Először az osztrák Wilhelm Karl von Haidinger írta le 1844-ben.

## Fiziológiája
Kialakulását a sárgafolt xantofill pigmentjének dikroát jellegzetességének tulajdonítják. A Fresnel-törvények szerint a ferde sugarak a sárga-folt hengeres kék csapjaiban terjedve útjuk mentén külsődleges dikroizmust idéznek elő. A kefe mérete arányos a sárgafoltéval. A sárgafolt érzékenysége azzal magyarázható, hogy a látópigmentek egy része körkörösen helyezkedik el. Mivel ezekből aránylag kevés van, a keletkező mintázat is halvány lesz. A xantofillmolekulák a látóidegre merőlegesen állnának be, de mivel a sárgafolt nem lapos, így majdnem merőlegesek rá a közepén, és a szélén párhuzamosak vele. Ennek eredményeként a sárgafolt két különböző része két különböző irányú polarizációra lehet érzékeny.

## Felismerése

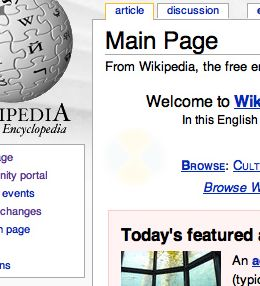
Vízszintes polarizációt jelző Haidinger-kefe, valós méretben és intenzitással

Sokan kezdetben nehezen ismerik fel, mivel sokkal halványabb annál, mint ahogy a képek mutatják. A többi nem mozgó alakzathoz hasonlóan hol megjelenik, hol eltűnik. Könnyebb meglátni, ha mozgásba hozzuk. Vízszintesen nem lehet mozgatni, de forgatni igen. Ehhez lassan oldalra kell fordítani a fejet, vagy a fehér felület előtt polarizátort kell forgatni.
A polarizátort mintázat nélküli, fehér felület előtt kell forgatni, és egyenletesen kell átnézni rajta, a szem erőltetése nélkül. Használható például polarizációs napszemüveg is. Folyadékkristályos képernyő előtt ülve a fejet lassan oldalra döntve figyelhető meg. A régi típusú, katódsugaras képernyők nem alkalmasak erre a célra.
Mivel a kefe kék háttér előtt jobban látható, az eget nézve is begyakorolható. Minnaert kezdetben polarizátor használatát ajánlja. Az ég legerősebben polarizált területei a Nappal derékszöget bezáró helyek. Minnaert szerint egy percig kell nézni az eget, majd márványos hatás figyelhető meg, végül megjelenik a Haidinger-kefe. Leírása szerint megjelenése nem egységes, egyeseknél a kék folytonos, és a sárga van megszakítva, másoknál fordítva, és vannak, akiknél a kétféle állapot váltakozik.

## Felhasználása
Mivel a Haidinger-kefe a sárgafolthoz tartozik, aminek segítségével az ember láthatja, hogy hol van a sárgafolt. A kancsalság egyes típusaihoz a szem úgy alkalmazkodik, hogy nem a sárgafolttal néz, hanem a retina külső részével. Ezt excentrikus fixációnak nevezik. A Haidinger-kefe felhasználható arra, hogy a szem újra megtanuljon a sárgafolttal nézni.
A gép fehér fényt sugároz, ami előtt polarizátor forog. Az alany kék szemüvegben nézi fél szemmel, a másik fél szeme takarva. Ennek célja, hogy az alany felismerje a Haidinger-kefét, ott van a sárgafoltja. Ezután teszttárgyakat nézetnek úgy, hogy a Haidinger-kefe a tárgyon legyen. Ez a gyakorlás a látás felbontását is javítja, mert a sárgafolton helyezkednek el a legsűrűbben a csapok.
Egy másik módszer a retina kettős törését használja ki. A retina kettőstörés-szkenner súlyos kancsalság esetén és nem együttműködő beteg esetén is használható.

## Fordítás
Ez a szócikk részben vagy egészben  a   Haidinger's brush című angol Wikipédia-szócikk fordításán alapul.  Az eredeti cikk szerkesztőit annak laptörténete sorolja fel. Ez a jelzés csupán a megfogalmazás eredetét és a szerzői jogokat jelzi, nem szolgál a cikkben szereplő információk forrásmegjelöléseként.